# Südostdeutsche Fußballmeisterschaft 1922/23

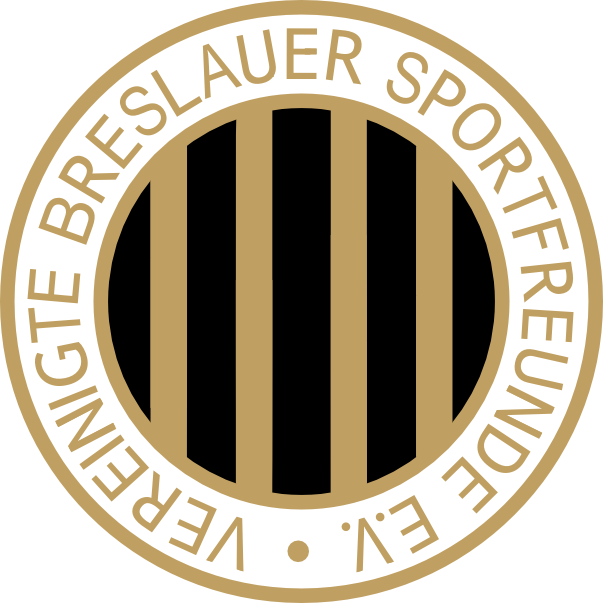
Vereinigte Breslauer Sportfreunde – Südostdeutscher Meister 1923

Die südostdeutsche Fußballmeisterschaft 1922/23 war die zwölfte Austragung der südostdeutschen Fußballmeisterschaft des Südostdeutschen Fußball-Verbandes (SOFV). Die Meisterschaft gewannen zum vierten Mal hintereinander die Vereinigten Breslauer Sportfreunde im Finale gegen den Beuthener SuSV 09. Durch den Gewinn der Verbandsmeisterschaft qualifizierten sich die Breslauer für die deutsche Fußballmeisterschaft 1922/23, bei der sie nach einer 0:4-Niederlage gegen die SpVgg Fürth bereits im Viertelfinale ausschieden.

## Modus
Die Fußballmeisterschaft wurde in diesem Jahr erneut in fünf regionalen Meisterschaften ausgespielt, deren Sieger für die Endrunde qualifiziert waren. Bis auf den Bezirk Oberlausitz gab es in allen anderen Regionen regionale Unterteilungen der obersten Liga. Durch die Volksabstimmung in Oberschlesien fiel Ostoberschlesien an Polen, so dass die betroffenen Vereine ab dieser Spielzeit nicht mehr im SOFV spielten.
| Bezirk          | Bezirksmeister                    | Bezirkseinteilung                                        |
| --------------- | --------------------------------- | -------------------------------------------------------- |
| Niederlausitz   | Cottbuser FV 1898                 | Forst, Cottbus, Senftenberg                              |
| Oberlausitz     | STC Görlitz                       |                                                          |
| Niederschlesien | ATV Liegnitz                      | Abteilung A, Abteilung B                                 |
| Mittelschlesien | Vereinigte Breslauer Sportfreunde | Breslau (West, Nord, Süd), Oels, Brieg, Münsterberg,     |
| Oberschlesien   | Beuthener SuSV 09                 | Beuthen (Ost, West), Gleiwitz, Ratibor, Oppeln, Neustadt |

## Bezirksliga Niederlausitz
Die Bezirksliga Niederlausitz wurde zum ersten Mal in drei regionalen Gauligen ausgespielt, deren Sieger in einer Finalrunde aufeinander trafen. Es setzte sich der Cottbuser FV 1898 durch und wurde somit zum dritten Mal niederlausitzer Fußballmeister.

### Gau Forst
| Pl. | Verein               | Sp. | S | U | N | Tore    | Quote | Punkte |
| --- | -------------------- | --- | - | - | - | ------- | ----- | ------ |
| 1.  | FC Viktoria Forst    | 10  | 9 | 0 | 1 | 057:900 | 6,33  | 18:20  |
| 2.  | FC Askania Forst     | 10  | 6 | 2 | 2 | 028:130 | 2,15  | 14:60  |
| 3.  | FC Deutschland Forst | 10  | 5 | 1 | 4 | 015:160 | 0,94  | 11:90  |
| 4.  | VfB 1901 Forst       | 10  | 3 | 1 | 6 | 010:260 | 0,38  | 07:13  |
| 5.  | SV Amicitia Forst    | 10  | 1 | 3 | 6 | 012:270 | 0,44  | 05:15  |
| 6.  | MTV Guben (N)        | 10  | 2 | 1 | 7 | 013:440 | 0,30  | 05:15  |

| (N) | Aufsteiger aus der Kreisklasse |

Entscheidungsspiel Platz 5:
| Datum         |                   | Ergebnis |           |
| ------------- | ----------------- | -------- | --------- |
| 8. April 1923 | SV Amicitia Forst | N/A A    | MTV Guben |

Relegationsspiele:
Das Hinspiel fand am 8. Juli 1923, das Rückspiel am 15. Juli 1923 statt.
|                                     | Gesamt |                                            | Hinspiel | Rückspiel |
| ----------------------------------- | ------ | ------------------------------------------ | -------- | --------- |
| TS Berge-Forst (Sieger Kreisklasse) | 3:12   | MTV Guben (Letztplatzierter Gauliga Forst) | 3:5      | 0:7       |

### Gau Cottbus
| Pl. | Verein                 | Sp. | S  | U | N  | Tore    | Quote | Punkte |
| --- | ---------------------- | --- | -- | - | -- | ------- | ----- | ------ |
| 1.  | Cottbuser FV 98 (M)    | 12  | 10 | 0 | 2  | 041:110 | 3,73  | 20:40  |
| 2.  | FV Brandenburg Cottbus | 12  | 7  | 3 | 2  | 027:100 | 2,70  | 17:70  |
| 3.  | SC Union Cottbus (N)   | 12  | 7  | 0 | 5  | 023:290 | 0,79  | 14:10  |
| 4.  | Cottbuser SC           | 12  | 4  | 3 | 5  | 025:210 | 1,19  | 11:13  |
| 5.  | SC Wacker Ströbitz (N) | 12  | 5  | 1 | 6  | 025:260 | 0,96  | 11:13  |
| 6.  | TV 1861 Cottbus        | 12  | 3  | 1 | 8  | 019:420 | 0,45  | 07:17  |
| 7.  | SC Viktoria Cottbus    | 12  | 2  | 0 | 10 | 011:320 | 0,34  | 04:20  |

| (M) | Titelverteidiger Bezirk        |
| (N) | Aufsteiger aus der Kreisklasse |

### Gau Senftenberg
| Pl. | Verein                      | Sp. | S | U | N | Tore    | Quote | Punkte |
| --- | --------------------------- | --- | - | - | - | ------- | ----- | ------ |
| 1.  | SC Corona Neupetershain (N) | 9   | 8 | 1 | 0 | 024:200 | 12,00 | 17:10  |
| 2.  | VfB Senftenberg (N)         | 7   | 5 | 1 | 1 | 018:800 | 2,25  | 11:30  |
| 3.  | VfB Klettwitz (N)           | 8   | 5 | 1 | 2 | 018:140 | 1,29  | 11:50  |
| 4.  | SV Hoyerswerda 19 (N)       | 8   | 3 | 0 | 5 | 001:230 | 0,04  | 06:10  |
| 5.  | FC Viktoria Kostebrau (N)   | 9   | 2 | 1 | 6 | 007:150 | 0,47  | 05:13  |
| 6.  | SC Askania Zschipkau (N)    | 9   | 0 | 0 | 9 | 005:110 | 0,45  | 0:18   |

| (N) | Aufsteiger aus der Kreisklasse |

### Niederlausitzer Bezirksmeisterschaft
| Pl. | Verein                                           | Sp. | S | U | N | Tore    | Quote | Punkte |
| --- | ------------------------------------------------ | --- | - | - | - | ------- | ----- | ------ |
| 1.  | Cottbuser FV 98 (M) (Sieger Gau Cottbus)         | 2   | 2 | 0 | 0 | 004:200 | 2,00  | 04:0   |
| 2.  | FC Viktoria Forst (Sieger Gau Forst)             | 2   | 1 | 0 | 1 | 011:200 | 5,50  | 02:20  |
| 3.  | SC Corona Neupetershain (Sieger Gau Senftenberg) | 2   | 0 | 0 | 2 | 001:120 | 0,08  | 0:40   |

| (M) | Titelverteidiger Bezirk |

## Bezirksliga Oberlausitz
Die Bezirksliga Oberlausitz wurde in mit folgendem Tabellenstand beendet. Wegen Punktgleichheit der ersten drei Plätze wurde eine Extrarunde ausgetragen. Der STC Görlitz wurde zum sechsten Mal Oberlausitzer Fußballmeister, aus Terminnot wurde jedoch vorher bereits der ATV 1847 Görlitz als Teilnehmer zur südostdeutschen Endrunde bestimmt.
Abschlusstabelle:
| Pl. | Verein                   | Sp. | S | U | N | Tore    | Quote | Punkte |
| --- | ------------------------ | --- | - | - | - | ------- | ----- | ------ |
| 1.  | ATV 1847 Görlitz (M)     | 8   | 6 | 0 | 2 | 034:800 | 4,25  | 12:40  |
| 2.  | Saganer SV               | 8   | 6 | 0 | 2 | 013:800 | 1,63  | 12:40  |
| 3.  | STC Görlitz              | 8   | 6 | 0 | 2 | 007:600 | 1,17  | 12:40  |
| 4.  | VfB Lauban (N)           | 8   | 2 | 0 | 6 | 009:270 | 0,33  | 04:12  |
| 5.  | SV Preußen Bad Warmbrunn | 8   | 0 | 0 | 8 | 001:150 | 0,07  | 0:16   |
| 6.  | VfB Sorau                | 0   | 0 | 0 | 0 | 000:000 | 1,00  | 0:0    |

| (M) | Titelverteidiger Bezirk        |
| (N) | Aufsteiger aus der Kreisklasse |

Entscheidungsspiel Platz 5:
| Datum             |           | Ergebnis |                          | Ort      |
| ----------------- | --------- | -------- | ------------------------ | -------- |
| 9. September 1923 | VfB Sorau | 11:0     | SV Preußen Bad Warmbrunn | Kohlfurt |

Entscheidungsrunde Platz 1 
| Pl. | Verein               | Sp. | S | U | N | Tore    | Quote | Punkte |
| --- | -------------------- | --- | - | - | - | ------- | ----- | ------ |
| 1.  | STC Görlitz          | 4   | 3 | 0 | 1 | 009:500 | 1,80  | 06:20  |
| 2.  | ATV 1847 Görlitz (M) | 4   | 1 | 0 | 3 | 004:300 | 1,33  | 02:60  |
| 3.  | Saganer SV           | 3   | 1 | 0 | 2 | 004:900 | 0,44  | 02:40  |

| (M) | Titelverteidiger Bezirk |

Aufsteiger zur kommenden Spielzeit:
- Görlitzer SV 1912 (2. Platz 1. Klasse Görlitz 1922/23)
- Sportfreunde Seifersdorf (3. Platz 1. Klasse Sagan 1922/23)
- SV Hirschberg 1919 (1. Platz 1. Klasse Hirschberg 1922/23)

## Bezirksliga Niederschlesien
Die Bezirksliga Niederschlesien wurde in dieser Saison über den 1. Klassen eingeführt und wurde in zwei Staffeln ausgespielt. Die beiden Staffelsieger trafen in Finalspielen aufeinander. Der ATV Liegnitz gewann zum elften und letzten Mal die Meisterschaft. Zur kommenden Saison wurde die Bezirksliga um eine dritte Staffel erweitert.

### Abteilung A
| Pl. | Verein                                 | Sp. | S | U | N | Tore    | Quote | Punkte |
| --- | -------------------------------------- | --- | - | - | - | ------- | ----- | ------ |
| 1.  | ATV Liegnitz                           | 10  | 8 | 0 | 2 | 032:800 | 4,00  | 16:40  |
| 2.  | SpVgg Schupo Liegnitz                  | 10  | 4 | 3 | 3 | 023:130 | 1,77  | 11:90  |
| 3.  | FV 1920 Züllichau (M)                  | 10  | 5 | 0 | 5 | 015:210 | 0,71  | 10:10  |
| 4.  | Vereinigte Grünberger Sportfreunde     | 10  | 4 | 1 | 5 | 017:120 | 1,42  | 09:11  |
| 5.  | Vereinigte Sportfreunde Preußen Wohlau | 10  | 4 | 1 | 5 | 015:270 | 0,56  | 09:11  |
| 6.  | SV 1919 Neusalz                        | 10  | 2 | 1 | 7 | 015:360 | 0,42  | 05:15  |

| (M) | Titelverteidiger Bezirk |

### Abteilung B
| Pl. | Verein                     | Sp. | S | U | N | Tore    | Quote | Punkte |
| --- | -------------------------- | --- | - | - | - | ------- | ----- | ------ |
| 1.  | SC Jauer B                 | 9   | 9 | 0 | 0 | 044:400 | 11,00 | 16:0   |
| 2.  | FC Blitz Liegnitz          | 10  | 8 | 0 | 2 | 023:800 | 2,88  | 16:40  |
| 3.  | Waldenburger SV 09         | 10  | 3 | 1 | 6 | 007:150 | 0,47  | 07:13  |
| 4.  | SV Silesia Freiburg        | 7   | 3 | 0 | 4 | 021:210 | 1,00  | 06:80  |
| 5.  | SpVgg 1908 Reichenbach     | 8   | 3 | 0 | 5 | 008:240 | 0,33  | 06:10  |
| 6.  | FC Sportfreunde Waldenburg | 10  | 0 | 1 | 9 | 005:270 | 0,19  | 01:19  |

| (M) | Titelverteidiger Bezirk |

### Finalspiele
| Datum            |              | Ergebnis |              | Ort      |
| ---------------- | ------------ | -------- | ------------ | -------- |
| 14. Januar 1923  | SC Jauer     | 1:0      | ATV Liegnitz | Jauer    |
| 21. Januar 1923  | ATV Liegnitz | 5:1      | SC Jauer     | Liegnitz |
| 25. Februar 1923 | ATV Liegnitz | 4:3      | SC Jauer     | Liegnitz |

### Relegationsrunde
| Pl. | Verein                     | Sp. | S | U | N | Tore    | Quote | Punkte |
| --- | -------------------------- | --- | - | - | - | ------- | ----- | ------ |
| 1.  | FC Sportfreunde Waldenburg | 3   | 2 | 1 | 0 | 006:000 | ∞     | 05:10  |
| 2.  | SV 1919 Neusalz            | 3   | 2 | 1 | 0 | 002:000 | ∞     | 05:10  |
| 3.  | MTV Schweidnitz            | 3   | 1 | 0 | 2 | 003:200 | 1,50  | 02:40  |
| 4.  | FC Viktoria Liegnitz       | 3   | 0 | 0 | 3 | 000:900 | 0,00  | 0:60   |

## 1. Klasse Mittelschlesien
Die mittelschlesische Meisterschaft wurde zuerst in vier regionale Gauligen ausgetragen, deren Sieger für die Finalrunde qualifiziert waren. Die Gauliga Breslau wurde zuerst in drei Ligen (Breslau West, Breslau Nord, Breslau Süd) ausgespielt. Je nach Tabellenstand wurden dann je zwei Mannschaften jeder Liga in die Ligen Oberklasse und Unterklasse einsortiert, die Teilnehmer in der Oberklasse ermittelten den Breslauer Stadtmeister und somit auch den Teilnehmer an der mittelschlesischen Endrunde.

### Gauliga Breslau

#### Gauliga Breslau Westkreis
| Pl. | Verein                       | Sp. | S | U | N | Tore    | Quote | Punkte |
| --- | ---------------------------- | --- | - | - | - | ------- | ----- | ------ |
| 1.  | SC Hertha Breslau            | 6   | 6 | 0 | 0 | 016:200 | 8,00  | 12:0   |
| 2.  | Breslauer SC 08              | 6   | 3 | 1 | 2 | 020:100 | 2,00  | 07:50  |
| 3.  | VSV Union Wacker Breslau (N) | 6   | 2 | 1 | 3 | 010:140 | 0,71  | 05:70  |
| 4.  | SC Schlesien Breslau         | 6   | 0 | 0 | 6 | 009:290 | 0,31  | 0:12   |

| (N) | Aufsteiger |

#### Gauliga Breslau Nordkreis
| Pl. | Verein                   | Sp. | S | U | N | Tore    | Quote | Punkte |
| --- | ------------------------ | --- | - | - | - | ------- | ----- | ------ |
| 1.  | SC Alemannia Breslau     | 6   | 5 | 0 | 1 | 011:700 | 1,57  | 10:20  |
| 2.  | Breslauer FV 06          | 6   | 4 | 0 | 2 | 013:700 | 1,86  | 08:40  |
| 3.  | SC Germania Breslau      | 6   | 2 | 0 | 4 | 003:130 | 0,23  | 04:80  |
| 4.  | Breslauer SpVgg 05 Komet | 6   | 1 | 0 | 5 | 005:500 | 1,00  | 02:10  |

| (N) | Aufsteiger |

#### Gauliga Breslau Südkreis
| Pl. | Verein                                     | Sp. | S | U | N | Tore    | Quote | Punkte |
| --- | ------------------------------------------ | --- | - | - | - | ------- | ----- | ------ |
| 1.  | Vereinigte Breslauer Sportfreunde (M)(SOM) | 6   | 5 | 1 | 0 | 030:500 | 6,00  | 11:10  |
| 2.  | VfB Breslau                                | 6   | 4 | 0 | 2 | 018:110 | 1,64  | 08:40  |
| 3.  | VfR 1897 Breslau                           | 6   | 1 | 1 | 4 | 006:270 | 0,22  | 03:90  |
| 4.  | SC Vorwärts Breslau                        | 6   | 0 | 2 | 4 | 004:150 | 0,27  | 02:10  |

| (SOM) | Südostdeutscher Titelverteidiger |
| (M)   | Titelverteidiger Bezirk          |

#### Gauliga Breslau Oberklasse
| Pl. | Verein                                     | Sp. | S  | U | N | Tore    | Quote | Punkte |
| --- | ------------------------------------------ | --- | -- | - | - | ------- | ----- | ------ |
| 1.  | Vereinigte Breslauer Sportfreunde (M)(SOM) | 10  | 10 | 0 | 0 | 038:500 | 7,60  | 20:0   |
| 2.  | Breslauer SC 08                            | 9   | 7  | 0 | 2 | 032:110 | 2,91  | 14:40  |
| 3.  | VfB Breslau                                | 10  | 5  | 0 | 5 | 020:140 | 1,43  | 10:10  |
| 4.  | Breslauer FV 06                            | 9   | 2  | 1 | 6 | 016:180 | 0,89  | 05:13  |
| 5.  | SC Alemannia Breslau                       | 10  | 2  | 1 | 7 | 006:350 | 0,17  | 05:15  |
| 6.  | SC Hertha Breslau                          | 10  | 1  | 2 | 7 | 010:390 | 0,26  | 04:16  |

| (SOM) | südostdeutscher Titelverteidiger |
| (M)   | Titelverteidiger Bezirk          |

#### Gauliga Breslau Unterklasse
| Pl. | Verein                   | Sp. | S | U | N | Tore    | Quote | Punkte |
| --- | ------------------------ | --- | - | - | - | ------- | ----- | ------ |
| 1.  | SC Vorwärts Breslau      | 10  | 6 | 2 | 2 | 022:130 | 1,69  | 14:60  |
| 2.  | Breslauer SpVgg 05 Komet | 10  | 5 | 1 | 4 | 032:160 | 2,00  | 11:90  |
| 3.  | SC Germania Breslau      | 10  | 5 | 1 | 4 | 025:210 | 1,19  | 11:90  |
| 4.  | VSV Union Wacker Breslau | 10  | 3 | 3 | 4 | 020:240 | 0,83  | 09:11  |
| 5.  | VfR 1897 Breslau         | 10  | 2 | 4 | 4 | 013:220 | 0,59  | 08:12  |
| 6.  | SC Schlesien Breslau     | 10  | 3 | 1 | 6 | 020:360 | 0,56  | 07:13  |

### Gau Oels
| Pl. | Verein                     | Sp. | S | U | N | Tore    | Quote | Punkte |
| --- | -------------------------- | --- | - | - | - | ------- | ----- | ------ |
| 1.  | SSC 1901 Oels              | 8   | 7 | 0 | 1 | 026:500 | 5,20  | 14:20  |
| 2.  | TSV Vorwärts Oels          | 7   | 5 | 0 | 2 | 014:140 | 1,00  | 10:40  |
| 3.  | MTV 1862 Oels              | 8   | 5 | 0 | 3 | 029:140 | 2,07  | 10:60  |
| 4.  | SC Preußen Festenberg (N)  | 6   | 1 | 0 | 5 | 007:230 | 0,30  | 02:10  |
| 5.  | Sportfreunde Bernstadt (N) | 7   | 0 | 0 | 7 | 003:230 | 0,13  | 0:14   |
| 6.  | SC Preußen Namslau C (N)   | 0   | 0 | 0 | 0 | 000:000 | 1,00  | 0:0    |

| (N) | Aufsteiger |

### Gau Brieg
| Pl. | Verein           | Sp. | S | U | N | Tore    | Quote | Punkte |
| --- | ---------------- | --- | - | - | - | ------- | ----- | ------ |
| 1.  | SC Brega Brieg   | 8   | 6 | 2 | 0 | 042:100 | 4,20  | 14:20  |
| 2.  | SV Hertha Brieg  | 8   | 5 | 1 | 2 | 021:500 | 4,20  | 11:50  |
| 3.  | SSC Brieg        | 8   | 3 | 1 | 4 | 011:180 | 0,61  | 07:90  |
| 4.  | TV Brieg         | 8   | 2 | 1 | 5 | 006:230 | 0,26  | 05:11  |
| 5.  | SC Preußen Brieg | 8   | 1 | 1 | 6 | 006:300 | 0,20  | 03:13  |

### Gau Münsterberg
| Pl. | Verein                               | Sp. | S | U | N | Tore    | Quote | Punkte |
| --- | ------------------------------------ | --- | - | - | - | ------- | ----- | ------ |
| 1.  | VfB Glatz                            | 9   | 7 | 0 | 2 | 011:110 | 1,00  | 14:40  |
| 2.  | RSV Hertha Münsterberg               | 6   | 4 | 0 | 2 | 009:600 | 1,50  | 08:40  |
| 3.  | Vereinigte Strehlener Sportfreunde D | 7   | 4 | 0 | 3 | 009:140 | 0,64  | 08:60  |
| 4.  | MTV Strehlen (N)                     | 8   | 4 | 0 | 4 | 020:130 | 1,54  | 08:80  |
| 5.  | SuSV 1910 Frankenstein               | 6   | 2 | 1 | 3 | 007:900 | 0,78  | 05:70  |
| 6.  | Sportfreunde Münsterberg (N)         | 10  | 1 | 1 | 8 | 011:140 | 0,79  | 03:17  |

| (N) | Aufsteiger |

### Mittelschlesische Bezirksmeisterschaft
Zwischenrunde:
| Datum            |                                                           | Ergebnis |                                                  | Ort      |
| ---------------- | --------------------------------------------------------- | -------- | ------------------------------------------------ | -------- |
| 25. Februar 1923 | Vgt. Strehlener Sportfreunde (Teilnehmer Gau Münsterberg) | 00:15    | Vgt. Breslauer Sportfreunde (Sieger Gau Breslau) | Strehlen |
| 25. Februar 1923 | SSC 01 Oels (Sieger Gau Oels)                             | 5:0      | SC Brega Brieg (Sieger Gau Brieg)                | Oels     |

Finale:
| Datum        |                             | Ergebnis |             | Ort     |
| ------------ | --------------------------- | -------- | ----------- | ------- |
| 4. März 1923 | Vgt. Breslauer Sportfreunde | 6:0      | SSC 01 Oels | Breslau |

## A-Klasse Oberschlesien
Die oberschlesische Meisterschaft wurde in fünf regionalen Gauklassen ausgetragen, deren Sieger für die oberschlesische Bezirksmeisterschaft qualifiziert waren. Oberschlesischer Meister wurde zum vierten Mal der Beuthener SuSV 09

### Gau Beuthen

#### Gau Beuthen Ostkreis
| Pl. | Verein               | Sp. | S | U | N  | Tore    | Quote | Punkte |
| --- | -------------------- | --- | - | - | -- | ------- | ----- | ------ |
| 1.  | Beuthener SuSV 09    | 10  | 9 | 0 | 1  | 024:150 | 1,60  | 18:20  |
| 2.  | VfB 1918 Beuthen     | 10  | 8 | 0 | 2  | 025:150 | 1,67  | 16:40  |
| 3.  | Sportfreunde Roßberg | 10  | 5 | 0 | 5  | 010:110 | 0,91  | 10:10  |
| 4.  | FC Wacker Beuthen    | 9   | 3 | 1 | 5  | 011:130 | 0,85  | 07:11  |
| 5.  | VfR 1920 Beuthen     | 9   | 3 | 1 | 5  | 011:170 | 0,65  | 07:11  |
| 6.  | FC Preußen Beuthen   | 10  | 0 | 0 | 10 | 004:140 | 0,29  | 0:20   |

#### Gau Beuthen Westkreis
| Pl. | Verein                    | Sp. | Punkte |
| --- | ------------------------- | --- | ------ |
| 1.  | Sportfreunde Mikultschütz | 8   | 13:30  |
| 2.  | FC Diana Schomberg        | 8   | 12:40  |
| 3.  | TV Borsigwerk             | 7   | 09:50  |
| 4.  | SuSV 1912 Miechowitz      | 7   | 04:10  |
| 5.  | TSV Peiskretscham         | 8   | 00:16  |

#### Entscheidungsspiel Beuthen
| Datum         |                                        | Ergebnis |                                                 | Ort                  |
| ------------- | -------------------------------------- | -------- | ----------------------------------------------- | -------------------- |
| 24. Juni 1923 | Beuthener SuSV 09 (Sieger Beuthen Ost) | 1:0      | Sportfreunde Mikultschütz (Sieger Beuthen West) | Biskupitz-Borsigwerk |

### Gau Gleiwitz
| Pl. | Verein                             | Sp. | S  | U | N  | Tore    | Quote | Punkte |
| --- | ---------------------------------- | --- | -- | - | -- | ------- | ----- | ------ |
| 1.  | TV Vorwärts Gleiwitz               | 12  | 10 | 0 | 2  | 057:800 | 7,13  | 20:40  |
| 2.  | VfB 1910 Gleiwitz                  | 12  | 9  | 2 | 1  | 035:130 | 2,69  | 20:40  |
| 3.  | RV 09 Gleiwitz                     | 12  | 9  | 0 | 3  | 017:140 | 1,21  | 18:60  |
| 4.  | SC Preußen Zaborze                 | 11  | 5  | 0 | 6  | 017:280 | 0,61  | 10:12  |
| 5.  | MTV 1878 Gleiwitz                  | 12  | 3  | 1 | 8  | 008:310 | 0,26  | 07:17  |
| 6.  | VfR 1919 Gleiwitz                  | 11  | 3  | 1 | 7  | 006:350 | 0,17  | 07:15  |
| 7.  | Vereinigte Gleiwitzer Sportfreunde | 12  | 0  | 0 | 12 | 003:140 | 0,21  | 0:24   |
| 8.  | SC Diana Hindenburg E (N)          | 0   | 0  | 0 | 0  | 000:000 | 1,00  | 0:0    |

Entscheidungsspiel Platz 1:
| Datum           |                      | Ergebnis |                   | Ort      |
| --------------- | -------------------- | -------- | ----------------- | -------- |
| 14. Januar 1923 | TV Vorwärts Gleiwitz | 3:0      | VfB 1910 Gleiwitz | Gleiwitz |

### Gau Ratibor
| Pl. | Verein                          | Sp. | S | U | N | Tore    | Quote | Punkte |
| --- | ------------------------------- | --- | - | - | - | ------- | ----- | ------ |
| 1.  | SpVgg Ratibor 03                | 8   | 5 | 0 | 3 | 022:900 | 2,44  | 10:60  |
| 2.  | SV 1919 Ostrog F                | 5   | 4 | 1 | 0 | 015:200 | 7,50  | 09:10  |
| 3.  | SV Preußen Ratibor              | 7   | 3 | 2 | 2 | 010:500 | 2,00  | 08:60  |
| 4.  | SV Schlesien Ratibor (N)        | 6   | 1 | 0 | 5 | 003:270 | 0,11  | 02:10  |
| 5.  | Vereinigte Coseler Sportfreunde | 4   | 0 | 1 | 3 | 001:800 | 0,13  | 01:70  |

| (N) | Aufsteiger aus der Kreisklasse |

### Gau Oppeln
| Pl. | Verein                     | Sp. | S | U | N | Tore    | Quote | Punkte |
| --- | -------------------------- | --- | - | - | - | ------- | ----- | ------ |
| 1.  | SpVgg 1911 Kreuzburg       | 2   | 1 | 1 | 0 | 001:100 | 1,00  | 03:10  |
| 2.  | VfR Oppeln                 | 2   | 1 | 1 | 0 | 001:100 | 1,00  | 03:10  |
| 3.  | Vgt. Oppelner Sportfreunde | 2   | 0 | 0 | 2 | 000:000 | 1,00  | 0:40   |

### Gau Neustadt
| Pl. | Verein                     | Sp. | S | U | N | Tore    | Quote | Punkte |
| --- | -------------------------- | --- | - | - | - | ------- | ----- | ------ |
| 1.  | SuEV Guts Muths Neustadt   | 4   | 3 | 1 | 0 | 012:700 | 1,71  | 07:10  |
| 2.  | VfR Neustadt               | 3   | 1 | 1 | 1 | 010:600 | 1,67  | 03:30  |
| 3.  | SV Ziegenhals G            | 1   | 0 | 0 | 1 | 001:600 | 0,17  | 0:20   |
| 4.  | FC Reiterregiment Neustadt | 2   | 0 | 0 | 2 | 003:700 | 0,43  | 0:40   |

### Oberschlesische Bezirksmeisterschaft
| Pl. | Verein                                     | Sp. | S | U | N | Tore    | Quote | Punkte |
| --- | ------------------------------------------ | --- | - | - | - | ------- | ----- | ------ |
| 1.  | Beuthener SuSV 09 (Sieger Gau Beuthen)     | 4   | 4 | 0 | 0 | 031:200 | 15,50 | 08:0   |
| 2.  | TV Vorwärts Gleiwitz (Sieger Gau Gleiwitz) | 4   | 3 | 0 | 1 | 020:600 | 3,33  | 06:20  |
| 3.  | SpVgg 1911 Kreuzburg (Sieger Gau Oppeln)   | 3   | 1 | 0 | 2 | 004:110 | 0,36  | 02:40  |
| 4.  | SV 1919 Ostrog (Teilnehmer Gau Ratibor)    | 4   | 1 | 0 | 3 | 008:170 | 0,47  | 02:60  |
| 5.  | SV Ziegenhals (Teilnehmer Gau Neustadt)    | 3   | 0 | 0 | 3 | 003:300 | 0,10  | 0:60   |

## Endrunde
Die Endrunde um die südostdeutsche Fußballmeisterschaft wurde in der Saison 1922/23 erneut als Rundenturnier ausgetragen. Qualifiziert waren die Sieger der 5 Bezirksklassen. In dem Bezirk Oberlausitz waren nach Abschluss der Spiele noch drei Mannschaften punktgleich, so dass eine Entscheidungsrunde notwendig wurde. Aus Terminnot durfte der in der zum damaligen Zeitpunkt Tabelle führende ATV Görlitz an der südostdeutschen Fußballmeisterschaft teilnehmen. Die eigentliche oberlausitzer Meisterschaft gewann später der STC Görlitz.
Nach Beendigung des Turniers waren die Sportfreunde Breslau und der Beuthener SuSV 09 punktgleich, so dass ein Entscheidungsspiel einberufen wurde. Dieses gewannen die Breslauer mit 2:0 und wurden somit zum vierten Mal hintereinander Südostdeutscher Meister.
| Pl. | Verein                                                                             | Sp. | S | U | N | Tore    | Quote | Punkte |
| --- | ---------------------------------------------------------------------------------- | --- | - | - | - | ------- | ----- | ------ |
| 1.  | Vereinigte Breslauer Sportfreunde (SOM) (Sieger Bezirk Breslau & Titelverteidiger) | 4   | 3 | 0 | 1 | 023:700 | 3,29  | 06:20  |
| 2.  | Beuthener SuSV 09 (Zweiter Bezirk Oberschlesien)                                   | 4   | 3 | 0 | 1 | 010:110 | 0,91  | 06:20  |
| 3.  | Cottbuser FV 98 (Sieger Bezirk Niederlausitz)                                      | 4   | 2 | 1 | 1 | 013:700 | 1,86  | 05:30  |
| 4.  | ATV Liegnitz (Sieger Bezirk Niederschlesien)                                       | 4   | 1 | 0 | 3 | 009:190 | 0,47  | 02:60  |
| 5.  | ATV 1847 Görlitz (Teilnehmer Bezirk Oberlausitz)                                   | 4   | 0 | 1 | 3 | 003:140 | 0,21  | 01:70  |

| (SOM) | südostdeutscher Titelverteidiger |

### Entscheidungsspiel um Teilnahme an der deutschen Fußballmeisterschaft
| Datum       |                             | Ergebnis |                   | Ort    |
| ----------- | --------------------------- | -------- | ----------------- | ------ |
| 6. Mai 1923 | Vgt. Breslauer Sportfreunde | 2:0      | Beuthener SuSV 09 | Oppeln |